# Kabangaki
Kabangaki ist ein Ort im Süden des Abemama-Atolls in den zum Inselstaat Kiribati gehörenden Gilbertinseln im Pazifischen Ozean. 2020 hatte der Ort 443 Einwohner.

## Geographie
Kabangaki befindet sich im Süden der langgestreckten Hauptinsel des Atolls Abemama, die dessen östlichen Riffsaum bildet. Der Ort liegt zwischen Manoku im Norden und dem durch eine Brücke mit der Hauptinsel verbundenen Motu Kenna im Westen.

## Klima
Das Klima ist tropisch heiß, wird jedoch von ständig wehenden Winden gemäßigt. Ebenso wie die anderen Orte des Abemama-Atolls wird Kabangaki gelegentlich von Zyklonen heimgesucht.